# Sonic Boom (리 모건의 음반)
Sonic Boom은 재즈 트럼펫 연주자 리 모건의 음반으로, 1967년 4월 14일과 28일에 녹음되었으며 1979년에 블루 노트 레이블로 출시되었다. 2003년 CD 재발매에 1969년 9월 12일과 10월 10일 7개 곡이 추가되었으며 The Procrastinator의 오리지널 더블 LP 에디션으로 출시되었다.

## 반응
올뮤직 리뷰에 따르면 이 음반에 4½개 별이 부여되었다.
| 전문가 평가                         | 전문가 평가 |
| 평가 점수                           | 평가 점수   |
| 출처                                | 점수        |
| ----------------------------------- | ----------- |
| Allmusic                            | [ 1 ]       |
| The Penguin Guide to Jazz           | [ 2 ]       |
| The Rolling Stone Jazz Record Guide | [ 3 ]       |

## 곡 목록
작곡: 리 모건
1. "Sneaky Pete" - 5:45
2. "The Mercenary" - 7:10
3. "Sonic Boom" - 6:18
4. "Fathead" - 5:27
5. "I'll Never Be the Same" (멜넥, 시그노렐리, 칸) - 7:16
6. "Mumbo Jumbo" - 5:29

2003 보너스 트랙 (CD 재발매). 원래 The Procrastinator의 일부임:
1. "Free Flow" (Coleman) - 4:50
2. "Stormy Weather" (알렌, 콜러) - 5:44
3. "Mr. Johnson" (Mabern) - 6:11
4. "The Stroker" (Priester) - 5:47
5. "Uncle Rough" (Mabern) - 5:35
6. "Claw-Til-Da" (Roker) - 3:07
7. "Untitled Boogaloo" - 5:40

녹음일: 1969년 4월 14일(#3), 1967년 4월 28일(#1-2, 4-6). 1969년 9월 12일(#8-9, 13), 1969년 10월 10일(#7, 10-12).

## 참여 인원
트랙 1-6
- 리 모건 - 트럼펫
- 데이비드 팻헤드 뉴먼 - 테너 색소폰
- 시더 월튼 - 피아노
- 론 카터 - 베이스
- 빌리 히긴스 - 드럼

트랙 7-13
- 리 모건 - 트럼펫
- 줄리안 프리스터 - 트롬본
- 조지 콜먼 - 테너 색소폰
- 해럴드 메번 - 피아노
- 월터 부커 - 베이스
- 미키 로커 - 드럼